# Botswana az 1980. évi nyári olimpiai játékokon
Botswana a szovjetunióbeli Moszkvában megrendezett 1980. évi nyári olimpiai játékok egyik részt vevő nemzete volt. Az országot az olimpián 1 sportágban 7 sportoló képviselte, akik érmet nem szereztek. Botswana első alkalommal vett részt az olimpiai játékokon.

## Atlétika
Férfi
| Versenyző         | Versenyszám | Előfutam      | Előfutam      | Előfutam      | Negyeddöntő | Negyeddöntő | Negyeddöntő | Elődöntő | Elődöntő | Elődöntő | Döntő   | Döntő    |
| Versenyző         | Versenyszám | Idő           | Hely.         | Össz.         | Idő         | Hely.       | Össz.       | Idő      | Hely.    | Össz.    | Idő     | Helyezés |
| ----------------- | ----------- | ------------- | ------------- | ------------- | ----------- | ----------- | ----------- | -------- | -------- | -------- | ------- | -------- |
| Lucien Josiah     | 100 m       | 11,15         | 6.            | 55.           | kiesett     | kiesett     | kiesett     | kiesett  | kiesett  | kiesett  | kiesett | kiesett  |
| Lucien Josiah     | 200 m       | 22,45         | 6.            | 45.           | kiesett     | kiesett     | kiesett     | kiesett  | kiesett  | kiesett  | kiesett | kiesett  |
| Joseph Ramotshabi | 400 m       | 51,49         | 7.            | 48.           | kiesett     | kiesett     | kiesett     | kiesett  | kiesett  | kiesett  | kiesett | kiesett  |
| Langa Mudongo     | 800 m       | 1:52,5        | 6.            | 32.           |             |             |             | kiesett  | kiesett  | kiesett  | kiesett | kiesett  |
| Ishmael Mhaladi   | 1500 m      | 3:59,04       | 9.            | 36.           |             |             |             | kiesett  | kiesett  | kiesett  | kiesett | kiesett  |
| Robert Chideka    | 5000 m      | 14:47,11      | 10.           | 30.           |             |             |             | kiesett  | kiesett  | kiesett  | kiesett | kiesett  |
| Golekane Mosveu   | 10 000 m    | 30:38,8       | 12.           | 29.           |             |             |             |          |          |          | kiesett | kiesett  |
| Wilfred Kareng    | 400 m gát   | nem ért célba | nem ért célba | nem ért célba |             |             |             | kiesett  | kiesett  | kiesett  | kiesett | kiesett  |